# Felix Čejka
Felix Čejka (* 1. ledna 2001, Praha) je český fotbalový záložník nebo pravý obránce, který hraje za SFC Opava. Byl také mládežnický reprezentant.

## Klubová kariéra
Čejka je odchovanec pražské Sparty, kde v raných mládežnických kategoriích získal mnoho ocenění.  Za A-tým Sparty odehrál pouze jeden přátelský zápas proti Vltavínu, který skončil porážkou Letenských 1-3.

### FC Slavoj Vyšehrad
Dne 14. srpna 2020 přestoupil do Slavoje Vyšehrad. Hrál za A-tým i rezervu.

### FK Motorlet Praha
Jeho dalším klubem se stal jinonický Motorlet, kde působil od 11. března 2022. Za 4 měsíce, které v klubu strávil, stihl odehrát 14 zápasů a připsal si dvě branky.

### FK Příbram
V létě 2022 odešel do Příbrami. První sezonu hrál pravidelně v A-týmu, vinou zranění v druhé sezoně odehrál pouze 11 druholigových zápasů. 

### SFC Opava
Dne 17. července 2024 podepsal roční smlouvu ve Slezském FC Opava. Téměř ihned si získal místo v základní sestavě, při své ligové premiéře dokonce vystřelil Opavě gólem na 3-3 remízu s Vlašimí. Setkal se zde se spoluhráčem ze Sparty, Vyšehradu a Příbrami Matoušem Babkou a trenérem Tomášem Zapotočným, který ho vedl již v Příbrami.

## Reprezentační kariéra
Čejka reprezentoval Česko v juniorských kategoriích U16, U18 a U19. Celkem si připsal 17 reprezentačních startů.

## Osobní život
Je synem golfisty Alexe Čejky a moderátorky Mirky Čejkové.